# Den stora sömnen
Den stora sömnen (engelska: The Big Sleep) är en hårdkokt detektivroman av Raymond Chandler från 1939. Det är den första av sju deckare med Philip Marlowe som huvudperson. Den följdes av Mord min älskling.
Den komplicerade handlingen i Den stora sömnen utspelar sig i Los Angeles. Titeln på romanen är en eufemism för döden.
Romanen filmatiserades 1946 av Howard Hawks, med Humphrey Bogart och Lauren Bacall i huvudrollerna.
Den kom 1947 i översättning till svenska av Mårten Edlund.